# Marathon van Wenen 1994
De marathon van Wenen 1994 vond plaats op zondag 10 april 1994 in Wenen. Het was de elfde editie van deze wedstrijd.
Van alle mannen was Joaquim Silva uit Portugal het eerst aan de finish in 2:10.42. Hij had een ruime voorsprong op de Italiaan Davide Milesi, die 2:12.44 als eindtijd liet optekenen. Bij de vrouwen finishte de Noorse Sissel Grottenberg als eerste in 2:36.17.
In totaal finishten 4782 hardlopers, waarvan 4461 mannen en 321 vrouwen.

## Uitslagen

### Mannen
| rang   | naam                   | land | tijd    |
| ------ | ---------------------- | ---- | ------- |
| Goud   | Joaquim Silva          | POR  | 2:10.42 |
| Zilver | Davide Milesi          | ITA  | 2:12.44 |
| Brons  | Yakov Tolstikov        | RUS  | 2:12.55 |
| 4      | Jacek Kasprzyk         | POL  | 2:13.04 |
| 5      | Heinz-Bernhardt Bürger | GER  | 2:13.21 |
| 6      | Pyotr Sarafinyuk       | UKR  | 2:14.27 |
| 7      | Jesus Herrera          | MEX  | 2:14.29 |
| 8      | Miroslaw Golebiewski   | POL  | 2:14.34 |
| 9      | Viktor Vikhristenko    | UKR  | 2:14.40 |
| 10     | Jose Andrade           | POR  | 2:15.36 |
| 11     | Joaquim-Manuel Ramos   | POR  | 2:15.39 |
| 12     | Piotr Poblocki         | POL  | 2:15.41 |
| 13     | Petr Pipa              | SVK  | 2:15.47 |
| 14     | Ake Eriksson           | SWE  | 2:15.59 |
| 15     | Zoltan Holba           | HUN  | 2:16.00 |
| 16     | Nikolay Plykin         | RUS  | 2:16.28 |
| 17     | Geza Farkas            | USA  | 2:16.55 |
| 18     | Meira Gonzalves        | POR  | 2:17.09 |
| 19     | Zoltan Nalesnyik       | HUN  | 2:17.11 |
| 20     | Nikolay Tabak          | UKR  | 2:17.28 |
| 21     | Reynaldo Ramirez       | MEX  | 2:17.47 |
| 22     | Terefe Mekonen         | ETH  | 2:17.54 |
| 23     | Michael Heilmann       | GER  | 2:17.56 |
| 24     | Fekadu Degefu          | ETH  | 2:17.57 |
| 25     | Albert Gazizov         | RUS  | 2:17.58 |

### Vrouwen
| rang   | naam               | land | tijd    |
| ------ | ------------------ | ---- | ------- |
| Goud   | Sissel Grottenberg | NOR  | 2:36.17 |
| Zilver | Tatyana Zuyeva     | MDA  | 2:36.55 |
| Brons  | Aurica Buia        | ROU  | 2:37.31 |
| 4      | Agota Farkas       | HUN  | 2:39.42 |
| 5      | Bernadette Hudy    | GER  | 2:42.43 |
| 6      | Olga Parlyuk       | RUS  | 2:44.29 |
| 7      | Carina Leutner     | AUT  | 2:44.33 |
| 8      | Elisabeth Rust     | AUT  | 2:48.20 |
| 9      | Jutta Zimmerman    | AUT  | 2:49.10 |
| 10     | Andrea Hofmann     | AUT  | 2:49.33 |

1984 ·
1985 ·
1986 ·
1987 ·
1988 ·
1989 ·
1990 ·
1991 ·
1992 ·
1993 ·
1994 ·
1995 ·
1996 ·
1997 ·
1998 ·
1999 ·
2000 ·
2001 ·
2002 ·
2003 ·
2004 ·
2005 ·
2006 ·
2007 ·
2008 ·
2009 ·
2010 ·
2011 · 
2012 ·
2013 ·
2014 ·
2015 ·
2016 ·
2017 ·
2018 ·
2019 ·
2020 ·
2021 ·
2022 ·
2023 ·
2024